# Rochapea

Escudo de la Rochapea.

La Rochapea (en euskera Arrotxapea o Errotxapea; oficialmente Rotxapea) es uno de los 14 barrios que forman la ciudad de Pamplona, capital de la Comunidad Foral de Navarra (España). Se trata de uno de los barrios más antiguos y es el más poblado. Sus fiestas se celebran el segundo fin de semana de junio.

## Topónimo
Se trata de un topónimo medieval que tiene su origen en una de las torres de la muralla que rodeaba el burgo de San Cernin, hoy parte de las murallas de Pamplona. Al ser un burgo inicialmente poblado por francos, principalmente venidos del condado de Tolosa y del ducado de Aquitania, su idioma era el occitano, específicamente el occitano cispirenaico, por lo que le dieron el nombre de Tor de la Rocha ("torre de la Roca"). Esta torre, ya desaparecida, vigilaba el acceso al burgo desde el norte y se situaba en el emplazamiento del actual Museo de Navarra.
El territorio situado frente al burgo, al otro lado del río Arga cruzando el puente de Curtidores, acabaría siendo conocido como Jus la Rocha, es decir, "debajo de la [torre de la] Rocha", ya que para acceder a la ciudad debían pasar por dicha torre. Esta zona es la que actualmente ocupa el centro del barrio, aunque el nombre posteriormente pasaría a abarcar todo el meandro del río, es decir, el actual barrio como tal.
El topónimo evolucionaría posteriormente debido a la influencia de la lengua de los habitantes del barrio, que no era el occitano sino el euskera, concretamente el dialecto altonavarro meridional. Estos sustituirían Jus la por una construcción equivalente en su idioma: pea. Se trata de un sufijo que indica una posición inferior, como ocurre en Abaurrepea (Abaurrea Baja) o Donapea, entre otros. Además, añadieron una vocal protética para facilitar su pronunciación, pues el euskera se caracteriza por la ausencia de palabras que empiecen por r- (Erripagaña, Errazkin, etc.): Arrochapea, Errochapea. El significado se mantuvo intacto.
Las lenguas romances habladas en aquel entonces (navarro y occitano) lo retranscribieron como Rochapea, sin vocal protética, al no serles necesaria. Esta es la forma que posteriormente tomaría prestada el castellano ya en la Edad Moderna. Tras el establecimiento de las normas ortográficas del euskera en la segunda mitad de siglo XX, ya que hasta entonces no tenía una escritura propia, el sonido /t͡ʃ/ pasó a ser representado por el grafema -tx-, surgiendo así las formas Arrotxapea y Errotxapea, siendo la primera la más utilizada y común entre ambas.
Desde el 23 de junio de 1992 la única forma oficial de este topónimo a todos los efectos es Rotxapea. Se trata de una construcción artificial a medio camino entre las formas vasca y romance, aunque su uso es minoritario frente a las formas tradicionales, incluso en las comunicaciones del propio Ayuntamiento de Pamplona.
Además de en la capital navarra, el topónimo aparece en otros lugares del territorio como Muniáin de la Solana, Riezu, Salinas de Oro, Ezcároz o Esparza de Salazar.

## Geografía

### Situación
El barrio Rochapea se encuentra ubicado al norte de Pamplona. 
- Su límite meridional es geográfico y lo dibuja el cauce del río Arga que dibuja un meandro en forma de U.
- En la parte septentrional, muga con los pueblos Artica y Ansoain.
- En la zona oriental los límites cumplen el trazado geográfico que separa la Rochapea de Aranzadi, hasta llegar al noreste donde linda con Chantrea y Ansoáin, justo en la zona del convento de Capuchinos.
- En el lado occidental hace tope con la vía de ferrocarril hasta el cruce de cuatro vientos donde comienzan los barrios de Buztintxuri y San Jorge. Se podría decir que en esa zona también muga con las casas de Santa Engracia.

### Relieve
El barrio se caracteriza por extenderse sobre la prolongada pendiente que se percibe a simple vista desde las faldas del monte Ezcaba, al norte, hasta las orillas del río Arga, al sur. En esta zona paralela al río, se mantienen márgenes de terrenos inundables ya que periódicamente el río se desborda. Para paliar los daños que ocurrían cada vez que el agua del Arga se salía de su cauce se han acometido obras para elevar la cota en la zona del Parque del Runa hasta el Puente de las Oblatas en los años 2015 y 2016. Valoradas en más de 500.000 euros han contado con financiación de los Fondos Feder de la Unión Europea.

## Historia

### Orígenes
La Rochapea es el barrio más antiguo de Pamplona si exceptuamos el Casco Antiguo. En su origen fue fundado por los hortelanos que trabajaban y vivían extramuros. 
El acceso a la antigua Rochapea desde el centro de la ciudad se realizaba atravesando el Portal de la Rochapea, construido en 1533, que se encontraba al final de la cuesta de Santo Domingo. Este portal fue derribado en 1914 cuando el sistema defensivo de las murallas se reveló ineficaz y carente de funcionalidad. Por esta puerta se salía al Barrio de Curtidores, justo antes del puente de la Rochapea, formado por unas cuantas casas en la orilla del río. Las huertas que se encontraban tomaban el nombre de su propietario. Algunas de estas casas en 2016 se encuentran habitadas.
Fue el único barrio de Pamplona que surgió en los extramuros de la ciudad, ya que en Pamplona, al ser catalogada como "Plaza Fuerte", se impedía la edificación en sus cercanías por razones de defensa, por ser "zonas polémicas" en el argot militar. Por esta razón en esta zona se podía construir bajo ciertas condiciones, como no superar los 10 metros de altura o utilizar materiales poco resistentes como el ladrillo. Estas limitaciones desaparecieron a partir de las Reales Órdenes de 1900 y 1901 cuando se permitió construir sin límites de alturas o de materiales. No obstante hay referencias documentadas anteriores de este barrio, como por ejemplo la destrucción sucedida en 1794, durante la Guerra de la Convención, al ser arrasado por tropas francesas,  ante el temor de que el enemigo pusiese sitio a la plaza, se derribaron apresuradamente prácticamente todas las edificaciones situadas en los barrios extramurales de la ciudad dejando a 1500 personas sin vivienda. 

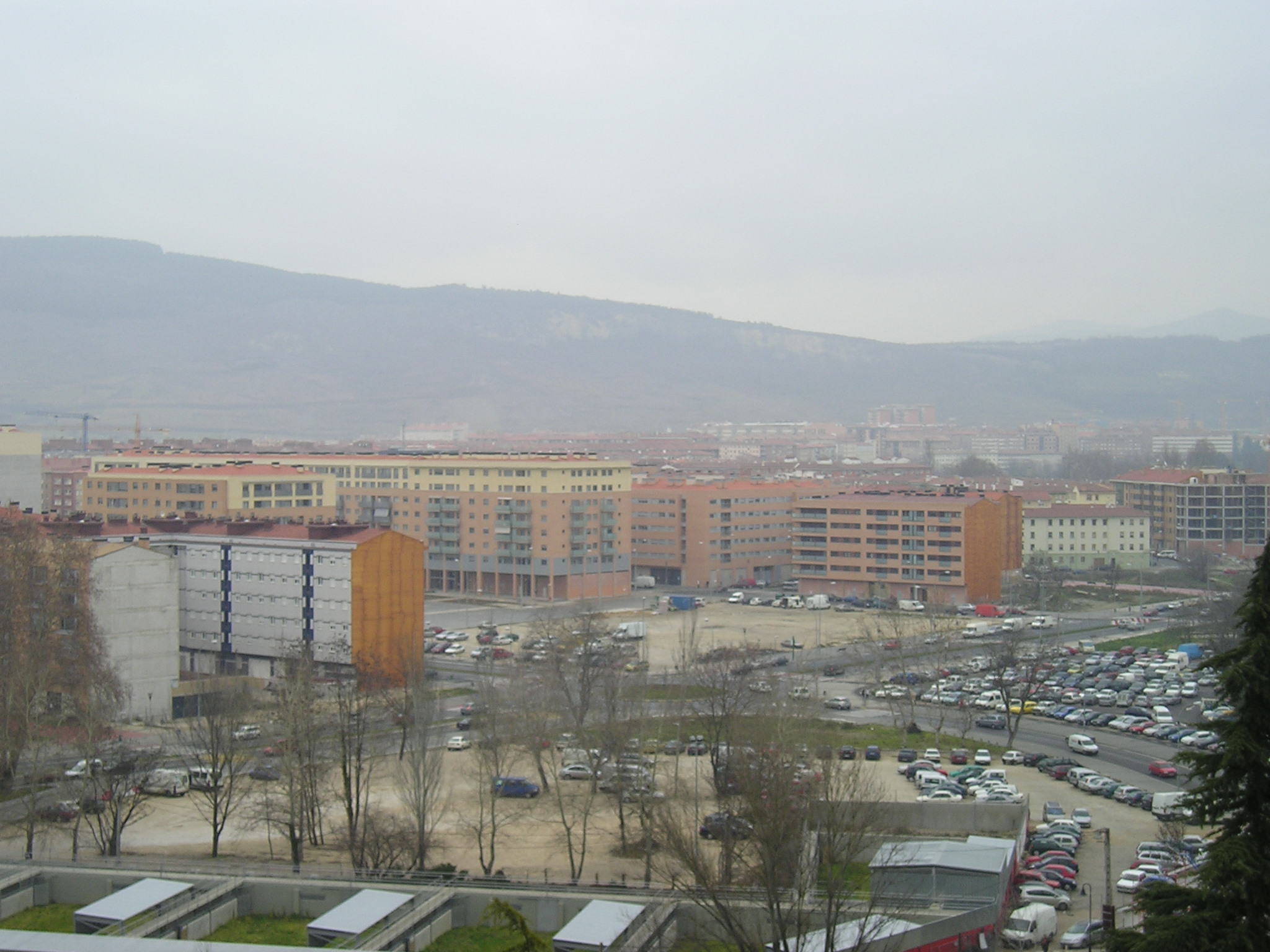
Vista del barrio.

Por su condición de ciudad-fortaleza, Pamplona tenía unas normas estrictas en cuanto a urbanización y construcción de viviendas en las zonas conflictivas. Que eran las extensiones extramuros que actualmente ocupan la Rochapea y Magdalena. En el verano de 1884, el Consistorio pamplonés aprovechó la estancia en Pamplona de Alfonso XII, a quien presentaron un nuevo informe en el que se requería crecer por dentro y, a diferencia del anterior, también por fuera de las murallas. A raíz de este informe, se consiguió la Real Orden de 14 de agosto de 1884 permitiendo la edificación en barrios de extramuros como lo eran la Rochapea y Magdalena.

### SigloXX
A comienzos del siglo XX comenzaron a edificarse viviendas de clases populares sin un claro orden urbanístico. También se instalaron fundiciones y nuevas industrias, sin abandonarse totalmente la actividad agrícola y las huertas que ocupaban grandes extensiones en el centro del barrio y las zonas más cercanas al río Arga.
A partir de los años 80 del siglo XX, con la aprobación inicial en junio de 1984 del denominado "Plan Parcial" del Ayuntamiento de Pamplona, con posteriores modificaciones en abril de 1989 9 y en 1999, la situación cambió sustancialmente. El Plan Parcial supuso la transformación urbanística más importante desde la creación del barrio al contemplar actuaciones en un área de 1.200.000 metros cuadrados y tuvo hondas repercusiones económicas, sociales y culturales.
Las actuaciones más importantes contempladas en el Plan Parcial fueron el cierre o traslado de las históricas fábricas existentes (como Caceco, Ingranasa, Industrias del Caucho o Casa Sancena), la desaparición de amplias zonas de huertos y campos (terrenos sobre los que se construyeron nuevos edificios residenciales, proyectándose 5.030 nuevas viviendas) y la creación o renovación de infraestructuras como el Civivox Jus la Rocha, el polideportivo y los frontones municipales o las escuelas públicas de primaria y secundaria del Ave María, Patxi Larrainzar y Cardenal Ilundáin. También se afrontó la renovación, demolición de antiguos edificios incluida, de calles completas como Bernardino Tirapu o la avenida Marcelo Celayeta y se consolidaron parques y zonas verdes como los Parques del Arga, de los Enamorados o de la Runa. Debido a la envergadura y la ambición de las actuaciones en algunos casos estas acciones se desarrollaron hasta la primera década del siglo XXI.

### En la actualidad
Como resultado de los planes y acciones emprendidas la configuración actual del barrio resulta ser de gran heterogeneidad, con zonas de construcciones vanguardistas y otras que, aunque renovadas, sobrepasan los 60 años de vida. Es un reflejo también de la diversificación social que ha experimentado desde finales del siglo XX. La población tradicional del barrio, históricamente compuesta por personas trabajadoras en la industria o empresas de servicios situados en la cuenca de Pamplona, ha visto incrementar por un lado la población extranjera (que supone en 2015 el 11,8% del total de habitantes) y por otro ha acogido en las zonas de nueva construcción a nuevos habitantes procedentes de otras áreas de Pamplona. Muestra de su carácter dinámico es que la Rochapea se trata del barrio de Pamplona con el mayor número de habitantes menores de 15 años (4.869 en 2015).

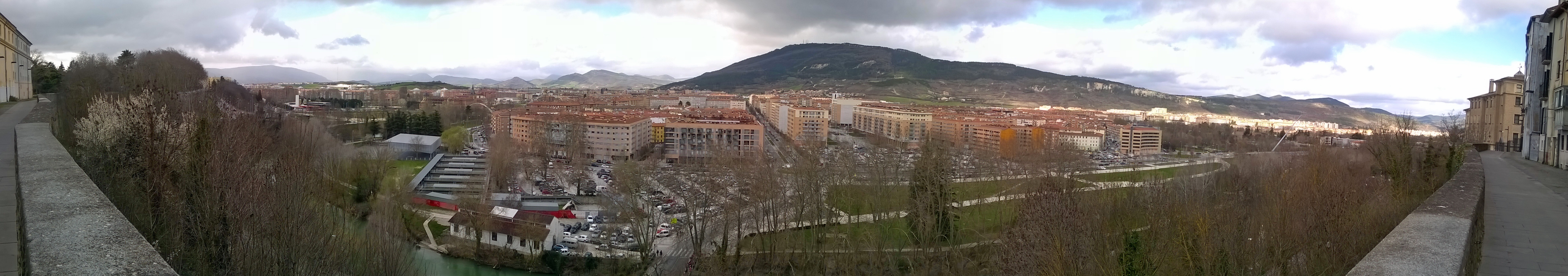
Vista panoramica de la Rochapea

## Medios de Comunicación

### Prensa escrita
La publicación periódica más emblemática del barrio es, desde su creación en febrero de 1992, la Revista Ezkaba. Se trata de una revista mensual gratuita con información general sobre el barrio que incluye reportajes y noticias elaborados voluntariamente por vecinos, asociaciones y colectivos. Su entidad editora se denomina Zumaida y tiene una tirada de 10.500 ejemplares. Al ser una publicación gratuita, que se buzonea exclusivamente en el barrio, cuenta con el apoyo económico principal de  comercios y empresas del barrio mediante anuncios. Además de la elaboración de la revista sus promotores también realizan actividades como la Semana Cultural y participan en la vida social y cultural del barrio.

### Emisoras de radio
- Radio Artemis (100.0 FM) fue la primera emisora de radio en emitir en el barrio. Inaugurada a comienzos de 1987 como una emisora amateur, se ubicaba en el interior del colegio Nuestra Señora de la Compasión, e inicialmente estaba realizada por los estudiantes del colegio. Con los años fue acogiendo a otras personas, principalmente jóvenes, procedentes de otros lugares tanto de Pamplona como del resto de España. Renombrada a partir de 1991 como Trak FM Pamplona (101.6 FM), nombre con la que se la conoce hoy, fue dando pasos paulatinamente hacia la profesionalización, ampliando su cobertura a toda la cuenca de Pamplona y su emisión hasta cubrir las 24 horas los 365 días del año. Su programación en 2016 es local e incluye programas de carácter juvenil y adulto de temáticas musical, deportiva y sociocultural. Aunque sus estudios centrales se han trasladado a la cercana localidad de Artica , sigue teniendo presencia en el barrio puesto que un buen número de locutores han nacido o residen en el mismo.

- Radio Latina Xtereo (103.0 FM) , anteriormente conocida como Radio Candela o Candela Radio Fuego, es una emisora local con programación 24 horas de música latina. Sus estudios centrales se ubican en la antigua Fábrica IWER en el corazón de la avenida Marcelo Celayeta.

### Emisoras de televisión
Nafar Telebista, canal de televisión autonómico de Navarra, tiene sus estudios centrales en la antigua fábrica IWER en la avenida Marcelo Celayeta. Inaugurada en mayo de 2015, en 2016 mantiene dos canales en emisión. NTB1, su primer canal, se sintoniza a través de TDT en toda Navarra y cuenta con una programación bilingüe (castellano y euskera) basada en programas informativos, debates, eventos deportivos (especialmente pelota vasca), dibujos animados y, ocasionalmente, películas. Su segundo canal, denominado NTB11, es un canal en colaboración con Hamaika Telebista que se sintoniza en Pamplona y su comarca, íntegramente en euskera y que emite fundamentalmente videoclips y programas musicales.

## Lugares de interés

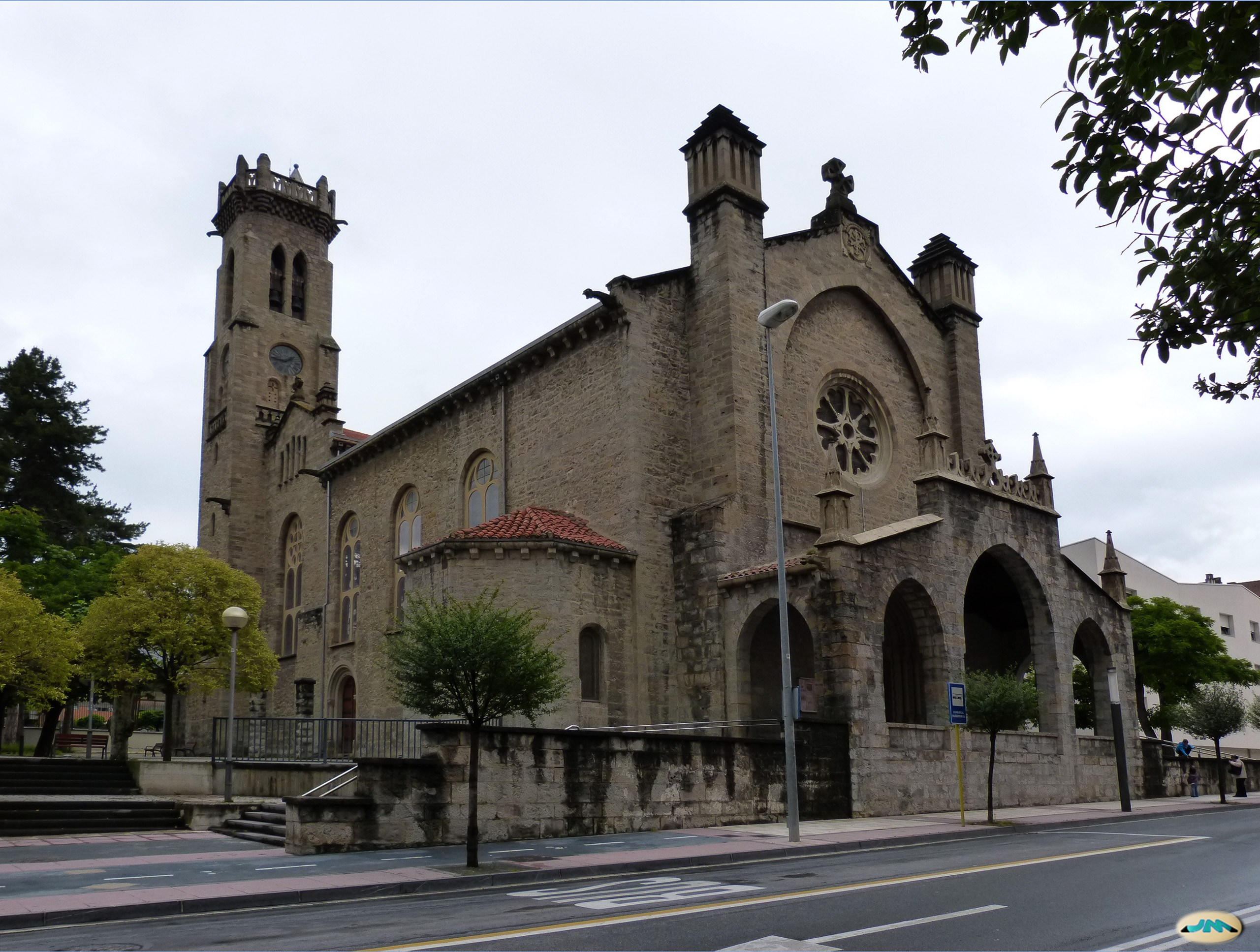
Iglesia del Salvador

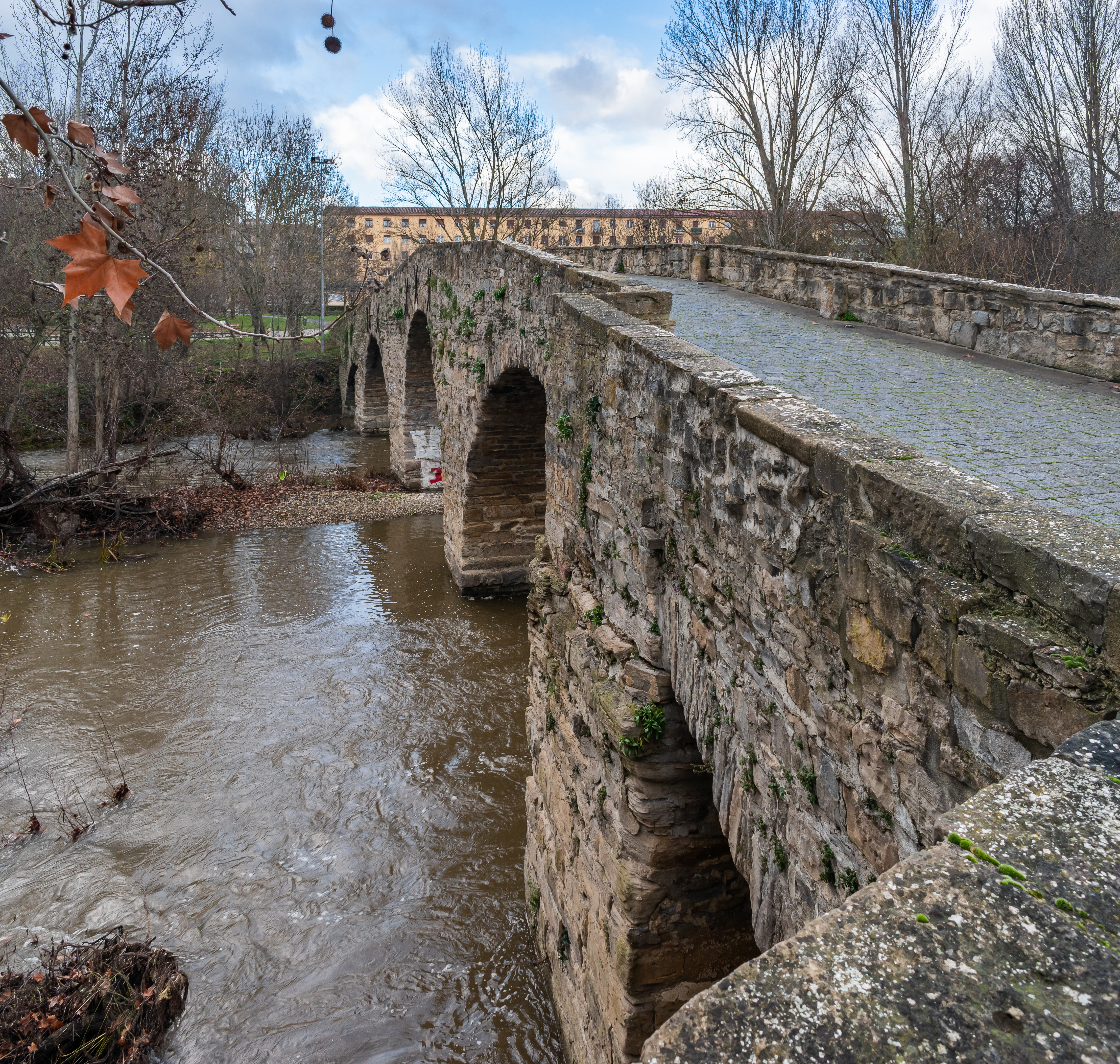
Puente de San Pedro

La Rochapea acoge algunos de los puntos de interés más emblemáticos de la ciudad:
- Cruce de Cuatrovientos. Desde mediados del siglo XIX existe constancia en denominar de esta manera al punto en que convergen las avenidas San Jorge, Guipúzcoa y Marcelo Celayeta, haciendo referencia a los diferencia a los diferentes tipos de viento que convergen en el lugar: cierzo (norte), bochorno (sur), solano (este) y castellano (oeste).[32] En sus inmediaciones se encuentra el Puente Nuevo de Santa Engracia o Puente de Cuatrovientos. Construido en 1790 tuvo gran relevancia en distintas guerras y por él transitó el desaparecido tren "El Irati". En la actualidad gran parte del tráfico rodado que circula entre los barrios de Buztintxuri, San Jorge y la Rochapea converge en este cruce y atraviesa este puente.[33]

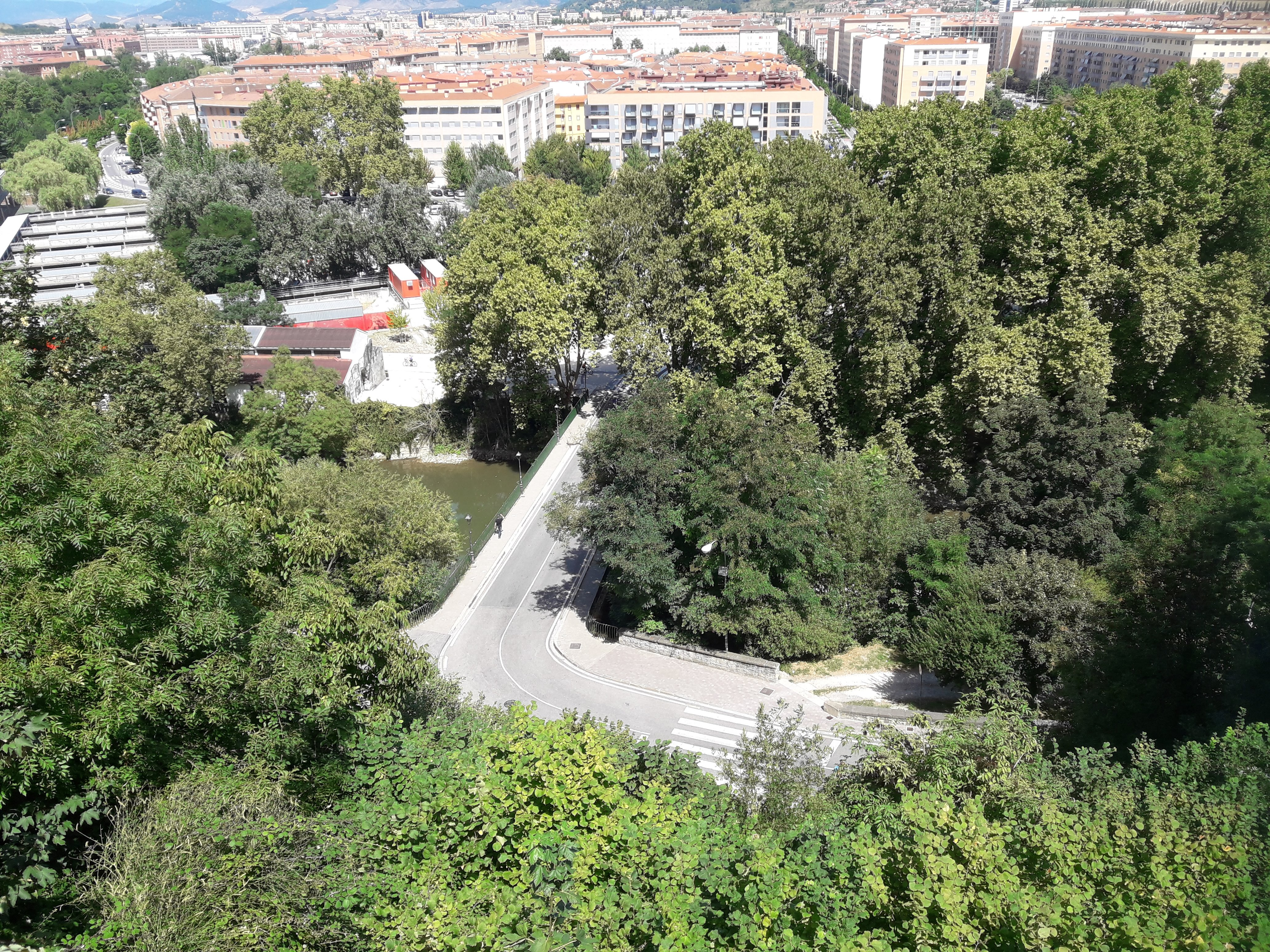
Puente de la Rochapea

- Puente de la RochapeaIglesia del Ave María. También conocida como Iglesia del Salvador fue inaugurada el 2 de abril de 1916 junto a las escuelas homónimas. Ubicada en el inicio de la Avenida Marcelo Celayeta, junto al Parque Patxi Larrainzar, fue proyectada por Ángel Goicoechea y tiene un estilo neogótico. En 1945 la nave fue ampliada, sufrió una profunda rehabilitación en 2008 y cuenta con un retablo del siglo XV procedente de Villamayor de Monjardín y un órgano cedido en 2013 por la iglesia anglicana de St. Judes de Plymouth (Reino Unido).[34]
- Boulevard del Río Arga. Es otra manera de denominar el parque fluvial que transcurre a orillas del río y que está flanqueado por árboles, sendas y pistas peatonales y ciclables entre el puente de San Pedro y el Puente de Cuatro Vientos.[35]

No obstante en este barrio de Pamplona también se encuentran los siguientes lugares y edificios significativos:
- Puente de San Pedro. Su origen parece que se remonta a la época romana pero fue transformado de forma sustancial en la época Medieval. Actualmente tiene uso peatonal y conecta el complejo deportivo y las piscinas de Aranzadi con una de las zonas más antiguas del barrio.
- Puente y presa de Santa Engracia. También data de época medieval (es anterior al siglo XIII) y posee arcos de estilo gótico. Recibe su nombre de un antiguo convento de las Clarisas de Santa Engracia, presentes en la zona hasta el siglo XVIII. En la actualidad es un puente peatonal.[36]
- Puente de Rochapea[37] Situado bajo el Paseo de Ronda, une el comienzo de la cuesta de Santo Domingo con la Plaza Errotazar, antes conocida como Arriasko, a la entrada de la Rochapea.De cuatro arcos de medio punto, uno más pequeño, cuenta con cuchillos. Según el poema de Anelier, que narra la guerra de la Navarrería, en 1276 ya existía en ese punto un puente que denomina nuevo, lo que hace suponer su reciente construcción y la anterior existencia de otro. Poco más adelante existe una pasarela peatonal que enlaza la calle Río Arga con la Avenida de Guipúzcoa.
- Parque de los Enamorados (anteriormente Paseo de los Enamorados). Con una superficie de 32.000 metros cuadrados se trata de uno de los parques renovados tras la aprobación del Plan Parcial y ocupa una posición central en la estructura del barrio.[38]
- Monasterio Viejo de San Pedro. Único testimonio de los numerosos conventos que, en siglos pasados, se encontraban en los extramuros de la ciudad. Hay noticias de este convento desde el siglo XIII, sin embargo, la construcción actual data básicamente del siglo XVIII. La Iglesia que sirve de parroquia está formada por una sola nave pequeña cúpula y bóveda de cañón con lunetas y ornamentación geométrica. Este antiguo monasterio hoy alberga el Museo de Educación Ambiental, la Biblioteca Pública, la Escuela Taller de Encuadernación del Ayuntamiento de Pamplona y algunas oficinas de dicho ayuntamiento.
- Residencia de Oblatas. Realizado por el arquitecto Eugenio Arraiza en 1945, posteriormente fue ampliado por el mismo arquitecto en 1953. Junto con el Monumento a los Caídos y el edificio que fue el Gobierno Civil, en la actualidad Delegación del Gobierno de Navarra, reflejan la intencional monumentalidad de la época franquista. Con similitudes en las formas palaciegas del siglo XVII, combina el ladrillo rojo con la piedra y tejado de pizarra, aligerado con amplios ventanales.
- Puente de las Oblatas. Construido en 1992 junto a la residencia homónima, se trata de una construcción de hormigón que combina un arco y varias péndolas en planos inclinados. Permite la integración entre el barrio y los barrios de San Juan y Mendebaldea mediante el tráfico rodado, carriles bici y pasarelas peatonales.[39]Edificio Iwer

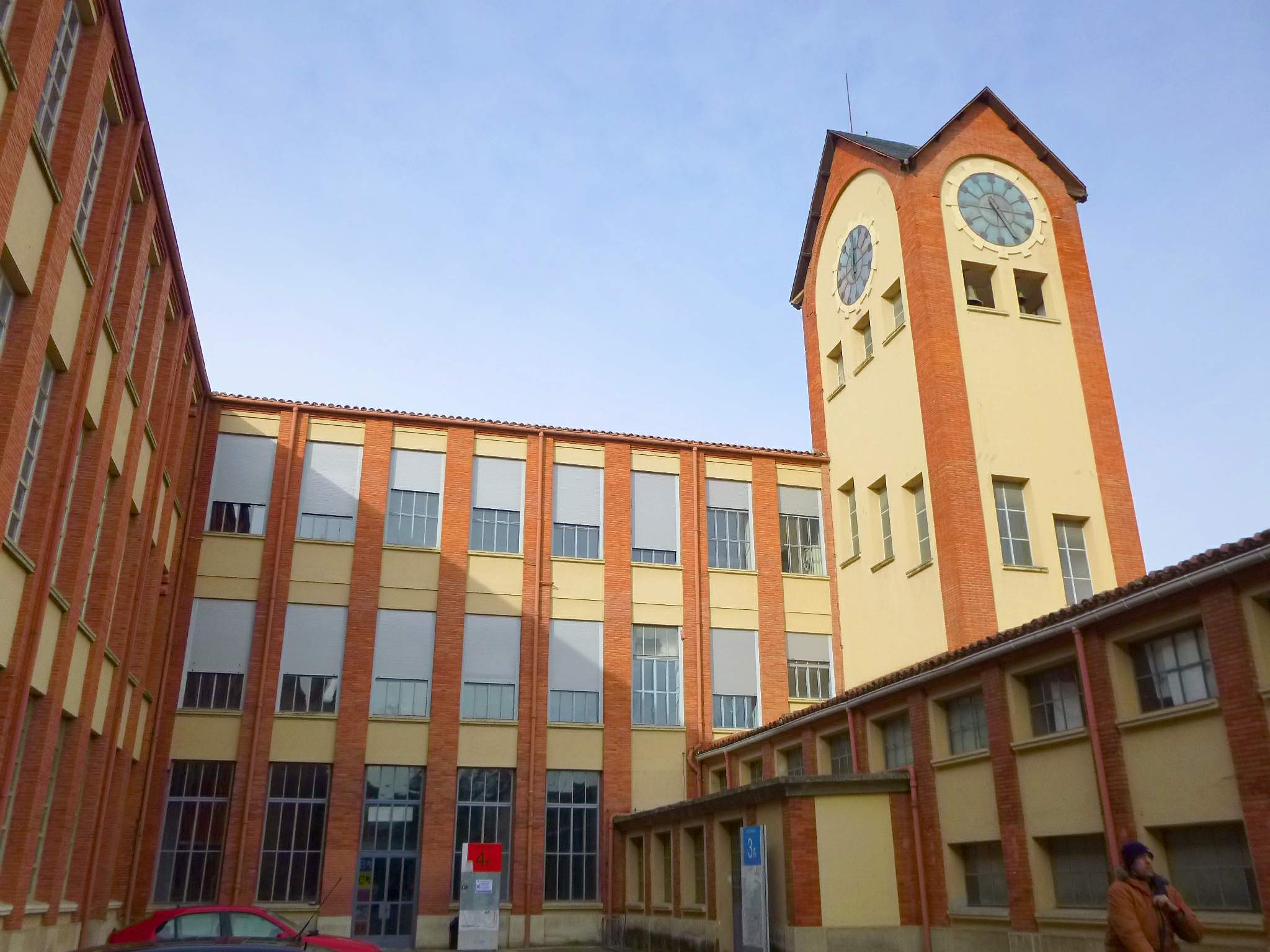
Edificio Iwer

- Fábrica Iwer. Construida en cinco fases, se inició en 1945 por los ingenieros industriales catalanes Arnaldo y Francisco Izard, y concluyó en 1967 con la participación de Mariano R. Zunzarren. Lo más característico es la torre de ladrillo rojizo con un reloj central. Actualmente tiene una función industrial muy reducida sirviendo prioritariamente como oficinas y sede de empresas como Kukuxumusu o Nafar Telebista.
- Centro de Salud. Construido en 1991 por Ana Arriazu y Ramón Garitano tiene un característico diseño en forma de "L".
- Corralillos del Gas. De construcción moderna, y decorados con pinturas murales de estilo grafiti, son los corrales en los que se guardan las ganaderías que participan en los encierros de San Fermín. De esos corralillos parte cada anochecer, entre el 6 y el 13 de julio, el denominado "encierrillo" (una carrera que hacen los toros hasta los corrales de Santo Domingo, de donde salen a la mañana siguiente para protagonizar el encierro).

## Comunicaciones
Varias líneas del Transporte Urbano Comarcal comunican, en el servicio diurno y en el nocturno, el barrio de la Rochapea con el resto de la ciudad y la Cuenca de Pamplona.
| Transporte Urbano Comarcal/Eskualdeko Hiri Garraioa |                                      |                                      |
| Inicio                                              | Línea                                | Fin                                  |
| Hirigunea/Centro                                    | 3                                    | Antsoain                             |
| Arrotxapea/Rochapea                                 | 6                                    | Universidad Pública                  |
| Atarrabia/Villava                                   | 7                                    | Barañáin                             |
| Udaletxea/Ayuntamiento                              | 14                                   | Artika/Artica - Arrotxapea/Rochapea  |
| Berriogoiti/Berriosuso - Berriozar                  | 16                                   | Noáin - Beriáin                      |
| Berriozar                                           | 17                                   | Mutiloa/Mutilva                      |
| Hirigunea/Centro                                    | 21                                   | Antsoain                             |
| Pablo Sarasate                                      | N4                                   | Berriogoiti/Berriosuso - Berriozar   |
| Hirigunea/Centro                                    | N7                                   | Hirigunea/Centro                     |
| Taxi Iruñerria                                      |                                      |                                      |
| Zona                                                | A                                    | A                                    |
| Estaciones                                          | Artika kalea, 7-9/Calle Artica nº7-9 | Artika kalea, 7-9/Calle Artica nº7-9 |